# Stade de l'Épopée
Le stade de l'Épopée est un stade de football situé à Calais dans le département du Pas-de-Calais dont le club résident est le Racing Club de Calais. Le stade de l'Épopée a une capacité de 12 432 places toutes assises. Son nom rend hommage au parcours héroïque du club lors de la Coupe de France de football 1999-2000.

## Histoire
Après plus de 50 années d'histoire commune, le Calais Racing Union football club (CRUFC) a quitté son antique Stade Julien-Denis, pour une toute nouvelle enceinte, dont le nom est un écho à la campagne qu'a mené le club lors de la Coupe de France 2000 (finale perdue 2-1 contre le Football Club de Nantes).
La volonté de construire un nouveau stade à Calais est justement née de l'épopée des Nordistes en 2000. Le CRUFC qui fut contraint de jouer ses rencontres de coupe au Stade Félix-Bollaert prit alors conscience de cette nécessité. Cette situation se reproduira de nouveau en 2006, le club étant condamné à disputer une nouvelle fois ses rencontres à Bollaert, mais aussi au Stade de la Libération de Boulogne-sur-Mer (enceinte de l'US Boulogne, le grand rival local).
En juillet 2002, la ville de Calais mandate la société Icade pour la réalisation du stade. Le concours d'architecte est lancé, et le cabinet Paulin-Mariotti est désigné au printemps 2003 pour réaliser un édifice de 8 000 places, extensible à 12 000 places dans le quartier de la Mivoix. Le projet est officialisé en juillet 2004, on parle alors d'une livraison au printemps 2006, et d'un coût estimé de 15 millions d'euros. Le projet prend du retard, mais le 14 décembre 2006, la municipalité décide la construction d'un stade de 12 000 places extensible à 18 000 places, et non plus de 8 000 extensible à 12 000, ce qui permettrait à terme d'y disputer des rencontres de Ligue 1.
Le 22 mars 2007, la première pierre du chantier est posée par le maire de la ville, Jacky Hénin. Au cours de l'été 2007, le nom du stade est choisi, ce sera le Stade de l'Épopée. Sur les 22 millions d'euros nécessaires à sa réalisation, plus de 60 % ont été à la charge de la ville (soit 13,9 millions), le reste étant financé par différentes subventions émanant du Conseil Régional (7,2 millions), et des fonds européens (900 000 euros).
Le Stade de l'Épopée a été inauguré par la nouvelle maire de Calais Natacha Bouchart, samedi 27 septembre 2008 à l'occasion de la 9e journée du championnat de National entre le CRUFC et le Stade lavallois. Le coup d'envoi fut donné par Thierry Roland en présence d'une réplique de la Coupe de France et de 11 825 spectateurs. Le match, joué à guichets fermés, se solda par une défaite de Calais sur le score de 1 à 4 (0-0 à la mi-temps). Thierry Roland, pour le coup de pied d'engagement, ainsi que de Jacques Vendroux (qui fut un des dirigeants du club et dont le grand-père fut maire de Calais) et d'autre personnalités du sport, étaient présents. Après le match, musiques et feux d'artifice furent de la fête.
À la suite de la disparition du CRUFC, le stade a accueilli les rencontres des sections masculines et féminines du Grand Calais Pascal Football Club (club créé en 2019) puis aujourd'hui le Racing Club de Calais (club issu de la fusion entre Grand Calais Pascal Football Club et le Calais FC Hauts-de-France).

## Informations techniques
- 450 tonnes de fer à béton.
- 800 tonnes de charpentes métallique.
- 15 000 tonnes de béton.
- 11 000 m2 de toiture.
- 6 000 m3 de béton.
- 65 000 heures de travail pour le « béton ».
- 8 000 m3 pour la pelouse du stade.
- 850 gradins.
- 17 escaliers relient le parvis au déambulatoire.
- 21 vomitoires relient le déambulatoire aux tribunes.
- 600 m2 pour le grand salon (officiels & village partenaires).
- 4 cages d'escaliers pour accéder aux salons
- 2 monte-plats pour relier l'espace traiteur et les salons.
- 300 m2 pour les bureaux du club.
- 140 m2 pour chacun des deux vestiaires des équipes.
- 1 infirmerie réservée pour les joueurs.
- 12 buvettes publiques du stade.
- 30 blocs sanitaires publics hommes/femmes.
- 2 infirmeries publiques diamétralement opposées.
- 2 déchèteries.
- 1 garage.
- 1 atelier.
- 3 ascenseurs.
- 0 espace fumeurs.
- 1 billetterie de cinq guichets.
- Coût total du stade : 22 millions d'euros.

- 12 428 places assises et couvertes réparties comme suit :
  - 11 006 pour le grand public.
  - 646 pour les VIP
  - 620 pour les visiteurs
  - 104 pour les officiels
  - 52 pour les journalistes.
- 18 000 places, évolution maximum possible du stade.

## Matchs phares

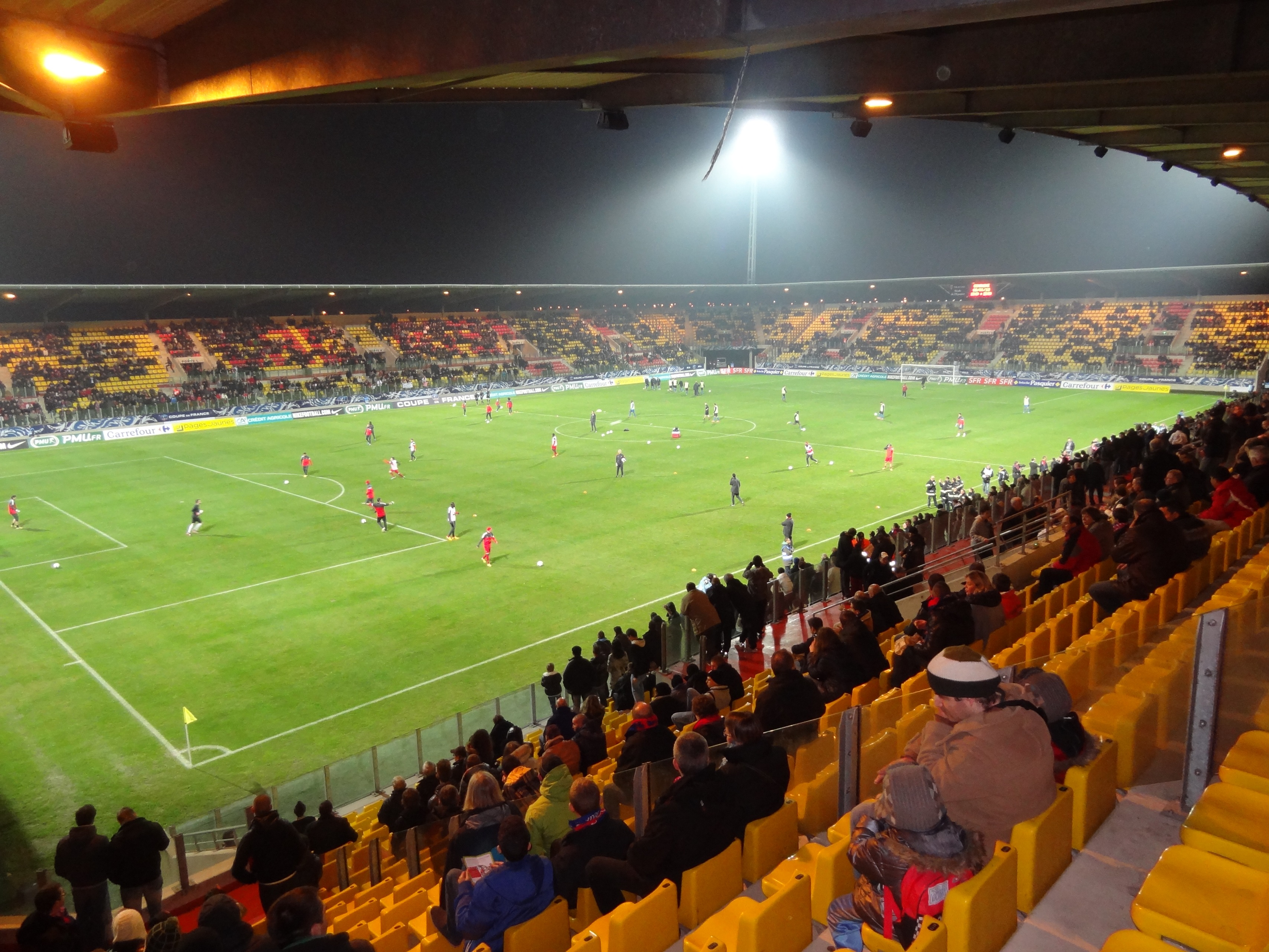
Intérieur du stade lors d'Arras - Paris SG

Le 27 septembre 2008, lors la 9e journée du championnat de France de football National, a lieu le 1er match officiel entre le CRUFC et le Stade lavallois devant 11 825 spectateurs. Le match, joué à guichets fermés, se solde par une défaite assez lourde de Calais sur le score de 1 à 4 (0-0 à la mi-temps).
Le 13 décembre 2008, le stade accueille son premier match de Coupe de France lors du 8e tour, se soldant par une victoire du CRUFC 2-1 sur l'Union sportive quevillaise.
Le 23 janvier 2009, a lieu le premier grand match de Coupe de France à l'Épopée lors des 16e de finale de la Coupe de France entre l'USL Dunkerque et le LOSC Lille Métropole (Ligue 1). La rencontre se solde par une victoire du LOSC (0-3), devant près de 8 500 spectateurs.
Le 21 novembre 2009, a lieu le premier grand match de Coupe de France du CRUFC contre le Club Sportif Sedan Ardennes, club de Ligue 2. À la pause, les calaisiens mènent 1 but à 0 sur un but exceptionnel de 45 mètres d'Alexandre Danset (ce qui lui vaut d'être à l'honneur du zapping de Téléfoot du dimanche matin). Mais la logique parle finalement en seconde période où les sangliers ardennais marquent par trois fois et remportent le match 1-3.
Le 25 mai 2010 a lieu un match de charité opposant le Variétés Club de France aux joueurs de Calais 2000. D'anciens joueurs de France 98 comme Didier Deschamps, Laurent Blanc, Fabien Barthez et le célèbre Zinédine Zidane sont présents. Mais aussi différents "people" français comme Yannick Noah ou Omar Sy. Score final 7-5 pour le Variété Club de France avec cinq buts de Jean-Pierre Papin.
Le 6 janvier 2013, le stade accueille la rencontre entre Arras et le Paris Saint-Germain, dans le cadre des 32e de finale de la Coupe de France. Le club de la capitale l'emporte 3-4.
Le 4 janvier 2015, le stade est à nouveau le théâtre d'un match des 32e de finale de la Coupe de France. Il s'agit de l'opposition entre le RC Lens et l'Olympique Lyonnais (2-3), délocalisée en raison des travaux du stade Bollaert-Delelis. Les dirigeants "sang et or" avaient envisagé pendant un temps d'y jouer leurs matchs de championnat, mais le stade n'était pas homologué pour la Ligue 1, et ils choisiront finalement le stade de la Licorne.
Le 18 avril 2015, le stade accueille la finale de la Coupe de France féminine. Le match oppose Montpellier à l'Olympique Lyonnais (qui l'emporte 1-2).
En septembre 2017, après la liquidation du CRUFC, le stade n'a plus de club à héberger. La municipalité prévoit tout de même d'entretenir l'enceinte laissée vide.
Le 18 septembre 2017, le stade accueille une rencontre amicale féminine entre la France et l'Espagne. C'est la troisième fois que les bleus reçoivent à Calais après la Belgique en 2011 et la Finlande en 2014.
Lors de la coupe de France 2019-2020, l'équipe du Portel accueille Strasbourg à Calais.
En octobre 2019, le stade accueille l'équipe de France espoirs pour une rencontre de qualification à l'Euro 2021 face à l'Azerbaïdjan (5-0). Au cours de cette rencontre, la maire Natacha Bouchart a des discussions avec des dirigeants de la FFF qui portentent sur l'accueil du premier Tournoi de France féminin, conjointement avec Valenciennes. À cette occasion, trois matchs se disputent à Calais du 4 au 10 mars 2020 : France - Canada, Canada - Pays-Bas et Brésil - Canada.
Le 3 mai 2025, le stade accueille la finale de la Coupe de France féminine de football entre le Paris FC et le Paris Saint-Germain. À l'issue du temps réglementaire le score final est de 0 - 0, le PFC s'impose aux tirs au but 4 à 3 et remporte son premier titre.